# Colomano da Hungria
Colomano (Kálmán, em húngaro) (Székesfehérvár, 1070 – Székesfehérvár, 3 de fevereiro de 1116) foi rei da Hungria de 1095 até a sua morte. Era filho de Géza I da Hungria e de Sofia.
Seu irmão Almo da Croácia (? — 1129) tentou por diversas vezes tomar o trono, sem sucesso, e terminou por receber uma sentença real de cegueira, juntamente com seu filho Bela.
Devido aos seus anos de estudo, recebeu o epíteto Könyves em húngaro (literalmente, "livresco"; em tradução livre, "ama-livros" ou simplesmente "sábio")
Em 1096, durante a Primeira Cruzada, uma massa de camponeses e fanáticos religiosos liderados por Pedro, o Eremita, atravessou a Europa rumo à Terra Santa. Ao chegarem ao Reino da Hungria, causaram tumulto e saques por onde passaram. O rei Colomano, inicialmente permitiu sua passagem, mas quando os cruzados começaram a pilhar vilas e ameaçar a ordem, ele reagiu com firmeza.

Colomano mobilizou seu exército e reprimiu os saqueadores com força, matando muitos e expulsando o restante. Sua decisão foi essencial para proteger a Hungria do caos. Mesmo apoiando a causa cristã, ele não permitiu que seu reino fosse vítima da desordem trazida por uma cruzada desorganizada e violenta..

## Árvore genealógica da Casa de Arpades
|-